# 井上孚麿
井上 孚麿（いのうえ たかまろ、1891年（明治24年）2月22日 - 1978年（昭和53年）3月27日）は、日本の歌人・法学者。台北帝国大学教授、法政大学教授、亜細亜大学教授。

## 人物
長崎県平戸出身。父は井上寅之助、母はテイ（千浦庄七守本の長女）。
専門は憲法学。GHQ占領直後に日本国憲法無効論を唱えた。次男の井上實は東京銀行元頭取。

## 経歴
- 1914年 - 第五高等学校英法科卒業
- 1917年 - 東京帝国大学法科卒業
- 1919年 - 法政大学教授
- 1928年 - 台北帝国大学教授
- 1936年
  - 文部省国民精神文化研究所員。
  - 『国体の本義』の編纂委員[2]。
- 1947年 - 東京裁判に弁護側証人として出廷、証言
- 1953年 - 亜細亜大学教授（ - 1971年）
- 1978年 - 死去（享年87）

## 著書
- 「憲法研究」（1959年、東京堂）参考リンク:見開きの直筆 File:Autograph.jpg
- 「雲のはたてに」（表題は昭和33年新年宮中歌会始に選ばれた孚麿氏の歌「この見ゆる雲のはたてに君ありと思ふ心はたのしかりけり」より、井上孚麿先生歌集刊行会、1967年）
- 「現憲法無効論 -憲法恢弘の法理-」（日本教文社、1975年）
- 「続 雲のはたてに」（井上孚麿先生歌集刊行会、1981年）